# Cristina-Elena Dinu
Cristina-Elena Dinu (n. 7 august 1971

) este un deputat român, ales în 2016. 